# Skøjteløb (dokumentarfilm)
|  | Denne artikel er oprettet af botten Steenthbot ud fra en ekstern database. Den kan derfor have sproglige fejl eller mangler. Denne skabelon kan fjernes efter kontrol af indholdet. |

 For alternative betydninger, se Skøjteløb. (Se også artikler, som begynder med Skøjteløb)
Skøjteløb er en dansk dokumentarfilm fra 1920.

## Handling
Konkurrence i kunstskøjteløb på frossen sø.